# لورينزو فيلانوفا
لورينزو فيلانوفا مواليد 11 نوفمبر 1985 في الفلبين، هو ملاكم محترف فلبيني يصنف ضمن فئة وزن الريشة بدأ مسيرته الاحترافية سنة 2007.

## إحصائيات
خاض خلال مسيرته 23 نزالا، فاز في 22 ولم يتعادل وخسر في 1. فاز بالضربة القاضية في 21 نزالا.

## روابط خارجية
- لورينزو فيلانوفا على موقع بوكس ريك (الإنجليزية) (registration required)